# Condado de Brown (Wisconsin)
El condado de Brown (en inglés: Brown County), fundado en 1818, es uno de 72 condados del estado estadounidense de Wisconsin. En el año 2000, el condado tenía una población de 226,778 habitantes y una densidad poblacional de 166 personas por km². La sede del condado es Green Bay.

## Geografía
Según la Oficina del Censo, el condado tiene un área total de 1,593 km², de la cual 1,370 km² es tierra y 225 km² (14.10%) es agua.

### Condados adyacentes
- Condado de Oconto (norte)
- Condado de Kewaunee (este)
- Condado de Manitowoc (sureste)
- Condado de Calumet (suroeste)
- Condado de Outagamie (oeste)
- Condado de Shawano (noroeste)

## Demografía
En el censo de 2000, había 226,778 personas, 87,295 hogares y 57,527 familias residiendo en el condado. La densidad poblacional era de 166 personas por km². En el 2000 había 90,199 unidades habitacionales en una densidad de 66 por km². La demografía del condado era de 91.14% blancos, 1.16% afroamericanos, 2.29% amerindios, 2.18% asiáticos, 0.01% isleños del Pacífico, 1.90% de otras razas y 1.30% de dos o más razas. 3.84% de la población era de origen hispano o latino de cualquier raza.

## Localidades

### Ciudades
- De Pere
- Green Bay

### Villas
| - Allouez - Ashwaubenon - Bellevue | - Denmark - Hobart - Howard | - Pulaski - Suamico - Wrightstown |

### Pueblos
| - Eaton - Glenmore - Green Bay - Holland | - Humboldt - Lawrence - Ledgeview | - Morrison - New Denmark - Pittsfield | - Rockland - Scott - Wrightstown |

### Áreas no incorporadas
- Askeaton
- Champion
- Dyckesville
- Fontenoy
- Greenleaf
- Hollandtown
- Lark
- Little Rapids
- New Franken
- Poland
- Shirley